# Days Like This (canción)
«Days Like This» es una canción del músico norirlandés Van Morrison publicada en el álbum de 1995 homónimo y como sencillo el mismo año.
Scott Thomas escribió sobre "Days Like This":

"El tema que da título al álbum se hace una expresión común y una canción pop famosa en la cabeza. De forma usual, la frase "My momma told me there'd be days like this" (lo cual puede traducirse al español como: "Mi mamá me dijo que habría días como este") es algo que se dice uno mismo para sentirse mejor al final de un duro día: la implicación es que un buen día puede estar a la vuelta de la esquina. El cantante, endureciéndose a sí mismo contra las decepciones, no quiere sentirse bien en días buenos: "When all the parts of the puzzle start to seem like they fit / Then I must remember there'll be days like this" (lo cual puede traducirse como: "Cuando todas las partes del puzle comienzan a parecer lo que son / entonces recuerda que habrá días como este").[cita requerida]

La canción se convirtió en un himno oficial del movimiento pacifista de Irlanda del Norte, y la Oficina de Irlanda del Norte la usó junto con "Brown Eyed Girl" como tema musical para un anuncio de televisión que pedía un alto el fuego. Morrison interpretó la canción para cerca de 60.000 personas cuando el Presidente estadounidense Bill Clinton visitó Belfast el 30 de noviembre de 1995. El propio Clinton, aficionado al saxofón, había mostrado su aprecio por la música de Morrison y quiso tocar, si bien fue aconsejado de lo contrario por agentes de seguridad.
"Days Like This" fue también incluida en los álbumes recopilatorios Van Morrison at the Movies - Soundtrack Hits, The Best of Van Morrison Volume 3 y Still on Top - The Greatest Hits y en el álbum en directo de edición limitada Live at Austin City Limits Festival.

## "Days Like This" en películas
- En 1997 fue incluida en la banda sonora de la película de Jack Nicholson y Helen Hurt Mejor... imposible.
- En 2007, "Days Like This" fue una de las canciones usadas en la banda sonora de la película Eye See Me.
- La canción apareció en un capítulo de la segunda temporada de Boston Legal.
- "Days Like This" fue incluida varias veces en la película de 2007 Because I Said So.
- En 2020 la canción fue incluida en el capítulo "La boda de Berlín" de la cuarta temporada de la serie La casa de Papel.

## Personal
- Van Morrison: voz y saxofón alto
- Ronnie Johnson: guitarra eléctrica
- Nicky Scott: bajo
- Geoff Dunn: batería
- Teena Lyle: piano y coros
- Kate St. John: saxofón alto
- Pee Wee Ellis: saxofón tenor
- Leo Green: saxofón tenor
- Matthew Holland: trompeta
- Brian Kennedy: coros
- Pee Wee Ellis: arreglos de viento